# Nombre de Demlo
En mathématiques récréatives, un nombre de Demlo, aussi appelé merveilleux nombre de Demlo, a été défini par D. R. Kaprekar comme le carré d'un répunit. Ils portent le nom de la gare de Demlo, située à 50 km de Bombay, endroit où Kaprekar a commencé à les étudier. 
Les onze premiers nombres de Demlo en base 10 sont 1, 121, 12321, 1234321, … , 12345678987654321, 1234567900987654321 et 123456790120987654321,.

## Définition
Un nombre de Demlo en base {\displaystyle b} est un nombre de la forme {\displaystyle \left({\frac {b^{n}-1}{b-1}}\right)^{2}} pour {\displaystyle n>0}.

Si {\displaystyle n<b}, un tel nombre est (en base {\displaystyle b}) un nombre palindrome à {\displaystyle 2n-1} chiffres et, plus précisément, de la forme
{\displaystyle nb^{n-1}+\sum _{i=1}^{n-1}(ib^{2n-i}+ib^{i-1})}
c'est-à-dire que (lu de gauche à droite) ses {\displaystyle n} premiers chiffres sont les {\displaystyle n} premiers chiffres en base {\displaystyle b} dans l'ordre croissant, et ses {\displaystyle n} derniers chiffres sont les mêmes chiffres dans l'ordre inverse.
Exemple : {\displaystyle 1234321} est un nombre de Demlo car {\displaystyle 1234321=1111^{2}=1111\times 1111}.